# Педоцентризм
Пе́доцентри́зм ( дав.-гр. παῖς, родовий відмінок παιδός — дитина і лат. centrum — центр) — педагогічний принцип, який заперечує систематичне навчання та виховання дітей за заздалегідь розробленими навчальними програмами і вимагає організації занять лише на основі бажань, що виникають у дітей, та їх інтересів. 
Організація навчального процесу, коли «особистість дитини має найбільшу можливість проявити себе», — ігри, розмови та інше, заняття за так званими центрами інтересів дітей. Завдання вчителя — лише спрямовувати діяльність учнів. Педоцентричні ідеї складають істотну частину педагогічної системи Ж. Ж. Руссо, відомого бельгійського педагога та психолога Жана Овідія Декролі та американського педагога Джона Дьюї.